# Парламентские выборы в Румынии (2016)
Вы́боры в Пала́ту депута́тов и Сена́т Румынии прошли 11 декабря 2016 года. Выборы были проведены в рамках новой избирательной системы, принятой в 2015 году, которая предусматривала возвращение к пропорциональной избирательной системе, в последний раз используемой в выборах 2004 года. Новое избирательное законодательство предусматривает норму представительства для депутатов 73 000 жителей и для сенаторов 168 000 жителей. В результате выборов были избраны 466 депутатов (308 депутатов, 18 депутатов национальных меньшинств, и 134 сенаторов). Румынская диаспора будет представлена 4 депутатами и 2 сенаторами. Впервые стало возможным голосование по почте для этого типа выборов.

## Итоги
По итогам выборов, победу одержала Социал-демократическая партия, получившая большинство мест и Палате депутатов и Сенате Румынии. Помимо социал-демократов в обе палаты парламента проходят национал-либералы, представители партий Союз «Спасите Румынию», Демократический союз венгров Румынии, Альянс либералов и демократов и «Народное движение».
Результаты парламентских выборов 11 декабря 2016 в Румынии
| Партии и коалиции | Партии и коалиции                    | Палата депутатов | Палата депутатов | Палата депутатов | Палата депутатов | Сенат     | Сенат    | Сенат | Сенат |
| Партии и коалиции | Партии и коалиции                    | Голоса           | %                | Мест             | +/−              | Голоса    | %        | Мест  | +/−   |
| ----------------- | ------------------------------------ | ---------------- | ---------------- | ---------------- | ---------------- | --------- | -------- | ----- | ----- |
|                   | Социал-демократическая партия        | 3 204 864        | 44,14 %          | 154              | ▲4               | 3 221 786 | 45,68 %  | 67    | ▲8    |
|                   | Национал-либеральная партия          | 1 412 377        | 19,45 %          | 69               | ▼31              | 1 440 193 | 20,42 %  | 30    | ▼20   |
|                   | Союз «Спасите Румынию»               | 625 154          | 8,61 %           | 30               | —                | 629 375   | 8,92 %   | 13    | —     |
|                   | Демократический союз венгров Румынии | 435 969          | 6,21 %           | 21               | ▲3               | 440 409   | 6,24 %   | 9     | ▬     |
|                   | Альянс либералов и демократов        | 396 386          | 5,46 %           | 20               | —                | 423,728   | 6,01 %   | 9     | —     |
|                   | Партия «Народное движение»           | 376 891          | 5,19 %           | 18               | —                | 398 791   | 5,65 %   | 8     | —     |
|                   | «Единая Румыния»                     | 196 397          | 2,70 %           | 0                | —                | 207 977   | 2,95 %   | 0     | —     |
|                   | «Великая Румыния»                    | 73 264           | 1,01 %           | 0                | ▬                | 83 568    | 1,18 %   | 0     | ▬     |
|                   | Партии национальных меньшинств       | 94 028           | 1,29 %           | 17               | —                | —         | —        | —     | —     |
|                   | Независимые кандидаты                | 77 224           | 1,10 %           | 0                | —                | 21 395    | 0,30 %   | 0     | —     |
|                   | Другие                               | 155 560          | 2,14 %           | 0                | —                | 185 744   | 2,63 %   | 0     | —     |
| Всего (39,48 %)   | Всего (39,48 %)                      | 7 038 852        | 100,00 %         | 329              | —                | 7 258 939 | 100,00 % | 136   | —     |